# Kyrkhamns naturreservat

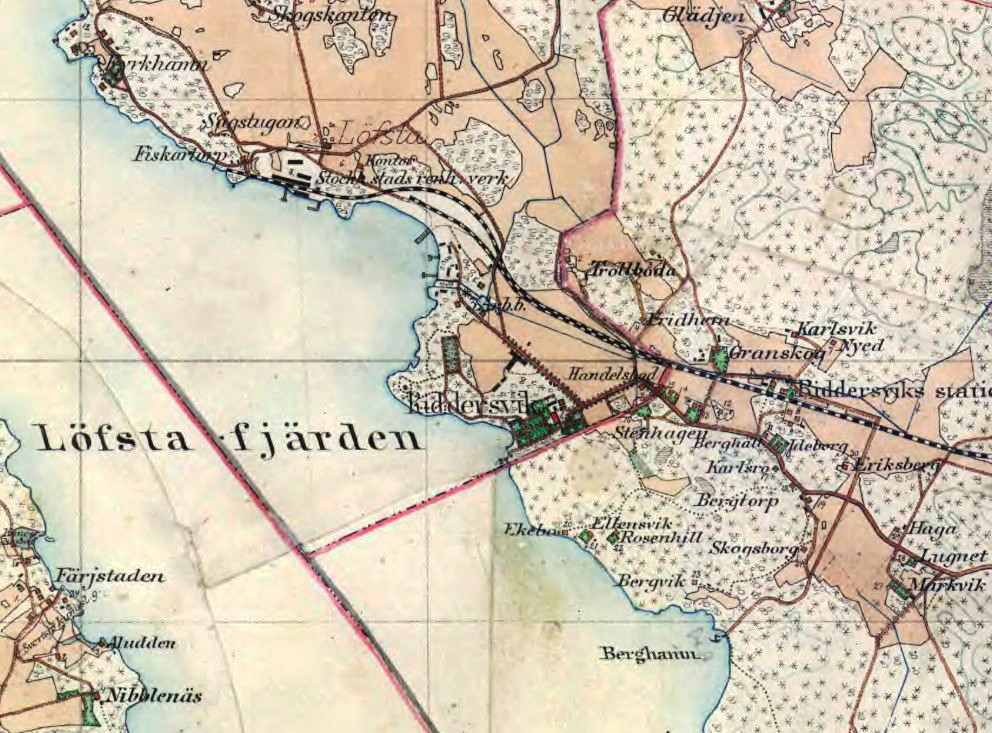
Riddersvik-Lövsta 1901.

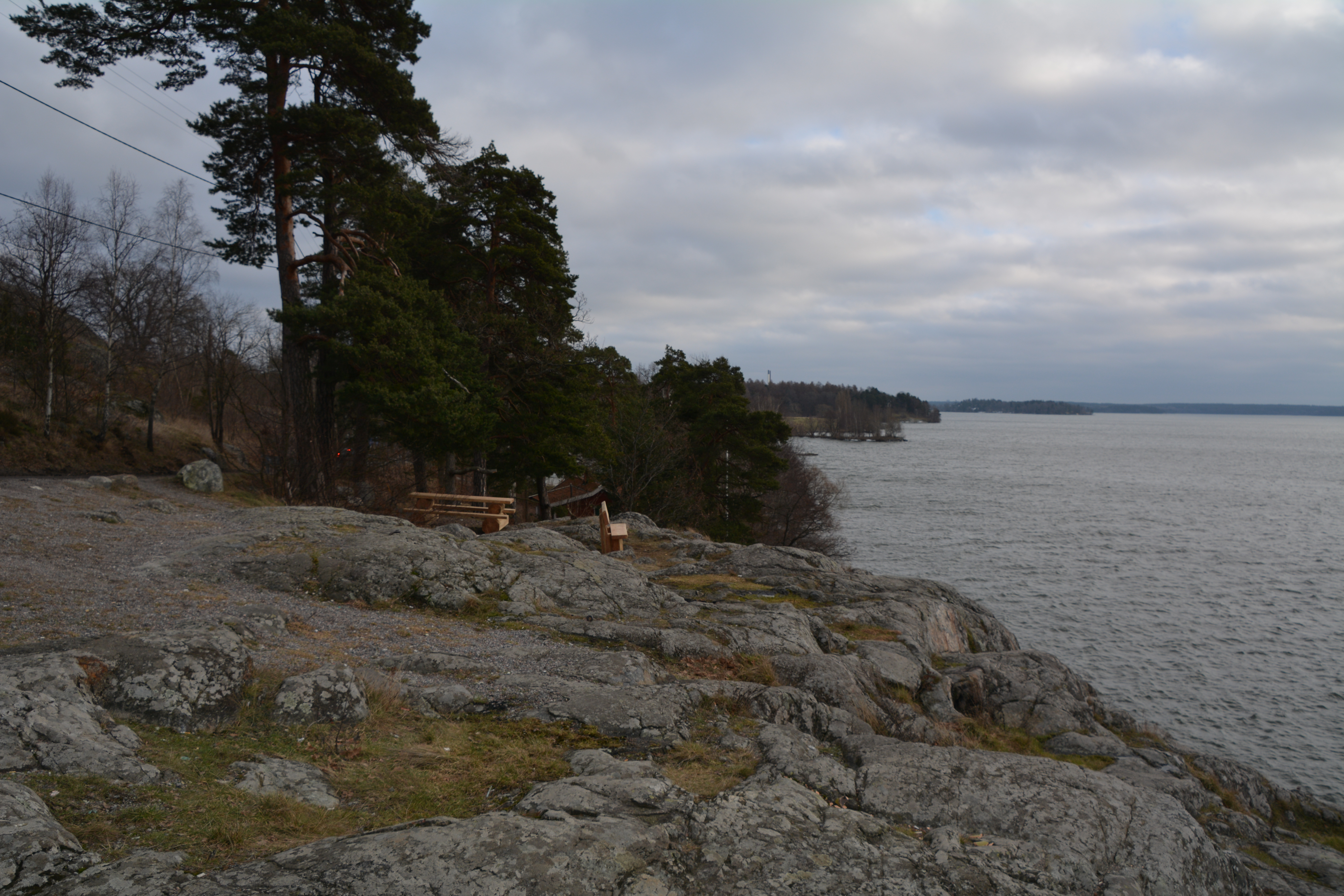
Utsikt mot ostsydost över Mälaren.

Kyrkhamns naturreservat är ett sedan 2012 planerat naturreservat i nordvästra delen av Stockholms kommun. Den senaste tidsplanen är att beslut i kommunfullmäktige kommer tas vintern 2022.
[uppföljning saknas]
Området ligger utmed Mälarens strand mellan Kyrkhamn och Riddersvik och är 107 hektar stort, varav 29 hektar vatten. Det ansluter i norr till Görvälns naturreservat i Järfälla kommun. All mark ägs av Stockholms stad. Det är Stockholms kommuns tystaste område.
Ett värde i Kyrkhamns planerade naturreservat som framhävts är att det ingår i ett sammanhängande rekreationsområde utmed Mälaren tillsammans med Görvälns naturreservat i Järfälla kommun. 
Vegetationen, som till stor del består av blandskog,  varierar mellan gles vegetation och mycket tät. 

## Områdets historia
Det första skriftliga omnämnandet av Kyrkhamn finns i ett protokoll från 1682, vilket beskriver kyrkogården för sjöfarande Kyrkohamnen utanför Lövsta berg vid en brygg- och kajanläggning. Troligen har det funnits en kvarn, Löfsta väderkvarn, på Kvarnberget under medeltiden och åtminstone från mitten av 1700-talet har Kyrkhamnstorpet funnits. Kvarnen var drivkälla för en såg under 1840-talet. Från äldre tid är både Sågtorpet och Smedstugan 
Efter ett markförvärv 1885 av Stockholms stad anlades Lövsta sopstation på Lövstas ägor. Vid början av 1900-talet hade ett mindre samhälle med bostäder och administrationslokaler byggts upp vid den gamla hamnen Kyrkhamn. I byn finns bland andra Ingenjörsvillan från 1892, där Herbert Tingsten växte upp, Inspektorsvillan från 1893, Kasernen, Kontorsvillan från 1902 samt Marketenteriet från 1892, vars övervåning också användes som skola under några år.
Norr om Kyrkhamn drevs stenhuggeri under åtta år vid decennieskiftet 1800/1900, vilken lades ned på grund av råmaterialets låga kvalitet. Kvar finns arbetarbostaden Stenhuggeriet från 1899.
Stockholms stadsmuseum anser att området är en kulturhistoriskt värdefull miljö. 
Sopstationen avvecklades i etapper. Latrinhanteringen upphörde 1976 och den övriga öppna hanteringen upphörde 1985. Kvar finns Lövstaverket.

## Tidplan
Stockholms stads exploateringsnämnd fick 2012 uppdrag av kommunfullmäktige att i samarbete med andra berörda nämnden ta fram ett konkret förslag. Nämnderna tog 30 april 2014 beslut om att skicka sitt gemensamma förslag på remiss. Det var även planerat att bli naturreservat tidigare, men ströks i översiktsplanen i mars 2010.
Stockholms stad planerade (juni 2014) att beslut om inrättande av naturreservat skulle tas under 2014. I oktober 2018 blev det klartecken från den grönblå alliansen i Stockholms stad att naturreservatet skulle bli verklighet. Men på grund av en planerad ny detaljplan för Lövstaverket blev förslaget om naturreservatet tvunget att planeras om. Ett nytt förslag till beslut om reservatet, dess avgränsning och föreskrifter planeras att skickas ut för samråd 2021. Beslut i kommunfullmäktige planeras tas vintern 2022.
[uppföljning saknas]